# シャトルガン・シンハー
シャトルガン・プラサード・シンハー（Shatrughan Prasad Sinha、1946年7月15日 - ）は、インドの俳優、政治家。全インド草の根会議派に所属し、下院議員や上院議員を務めた。また、アタル・ビハーリー・ヴァージペーイー政権では保健・家族福祉大臣を務めたほか、2014年から2019年にかけて運輸・観光・文化委員会常任委員、外務・海外インド人諮問委員会委員を務めていた。『Rediff.com』が選ぶ「ヒンディー語映画で最も型破りな俳優」の一人に挙げられており、2016年には彼の伝記『Anything but Khamosh』が出版された。

## 生い立ち
1946年7月15日、現在のビハール州パトナに暮らすブーバネシュワリ・プラサード・シンハーとシャーマ・デーヴィ・シンハーの息子として生まれた。シャトルガン・シンハーは4人兄弟の末子であり、ラーム、ラクシュマン、バーラトという兄がいる。彼はパトナ科学大学に進学して理学士の学位を取得した後、プネーのインド映画テレビ研究所で演技を学んでいる。後年、インド映画テレビ研究所ではシャトルガン・シンハーの名前を冠した奨学金制度が創設されている。演技コース修了後はムンバイに移住して映画業界に進んだ。

## キャリア

### 俳優
1969年に『Sajan』で警官役を演じ、1970年にはデーヴ・アーナンドの監督・主演作『Prem Pujari』でパキスタン陸軍の将校役を演じた。本来は『Prem Pujari』がデビュー作になる予定だったが、公開が延期されたため、先に公開された『Sajan』がデビュー作となった。その後は『Pyar Hi Pyar』『Banphool』『Raampur Ka Lakshman』『Bhai Ho To Aisa』『Heera』『Blackmail』などに出演し、悪役を演じている。1971年にグルザールの『Mere Apne』で主要キャストに起用され、同作への出演をきっかけに人気俳優の地位を確立した。1973年には『Sabak』に出演し、後に妻となるプーナム・シンハーと共演している。このほかに『Khilona』『Dost』『Aa Gale Lag Jaa』『Jheel Ke Us Paar』『Gambler』で助演キャストを務め、『Raaste Ka Paththar』『Yaar Meri Zindagi』『Shaan』『Kala Paththar』ではアミターブ・バッチャンと共演し、『Kala Paththar』のアミターブ・バッチャンとのアクションシーンは「ボリウッド映画史上最も素晴らしい格闘シーン」と評されている。1970年から1975年にかけてはヒット作に恵まれず、1976年に主演を務めた『Kalicharan』で興行的な成功を収めた。当初、同作のプロデューサーであるN・N・シッピーはラージェーシュ・カンナーを主演に考えていたが、監督のスバーシュ・ガイの提案でシャトルガン・シンハーが起用されたという。
その後は『Ab Kya Hoga』『Khaan Dost』『Yaaron Ka Yaar』『Dillagi』『Vishwanath』『Muqabla』『Jaani Dushman』などに出演し、1980年代から1990年代にかけてアクション・ヒーローの地位を確立した。『Bereham』『Hathkadi』『Baad Aur Badnaam』『Chehre Pe Chehra』『Hirasat and Qatl』ではサンジーヴ・クマールと共演し、『Naram Garam』ではアモール・パレカルと共演している。その後、1980年代には主演を務めた『Jwalamukhi』『Chor Police』『Ameer Aadmi Gharib Aadmi』『Meraa Dost Meraa Dushman』などの興行不振が続いたことでキャリアは低迷したが、ラージェーシュ・カンナー主演作の『Dil-e-Nadaan』『Aaj Ka M.L.A. Ram Avtar』『Maqsad』『Paapi Pet Ka Sawal Hai』に出演したことで持ち直した。1980年代は『Jeene Nahi Doonga』『Bhavani Junction』『Aandhi-Toofan』『Ramkali』『Ilzaam』『Asli Naqli』に出演しており、『Hoshiyar』『Khudgarz』『Ranbhoomi』『Mulzim』ではジーテンドラと共演し、『Insaniyat Ke Dushman』『Loha』『Aag Hi Aag』『Zalzala』ではダルメンドラと共演している。このほか、『Betaaj Badshah』ではラージ・クマールと共演し、『Chaand Kaa Tukdaa』ではサルマーン・カーンと共演している。『Rakta Charitra』ではN・T・ラーマ・ラオをイメージしたコンダ・シヴァージ・ラオ役を演じ、役作りのために俳優デビュー以来初めて口髭を剃っている。

### 政治家

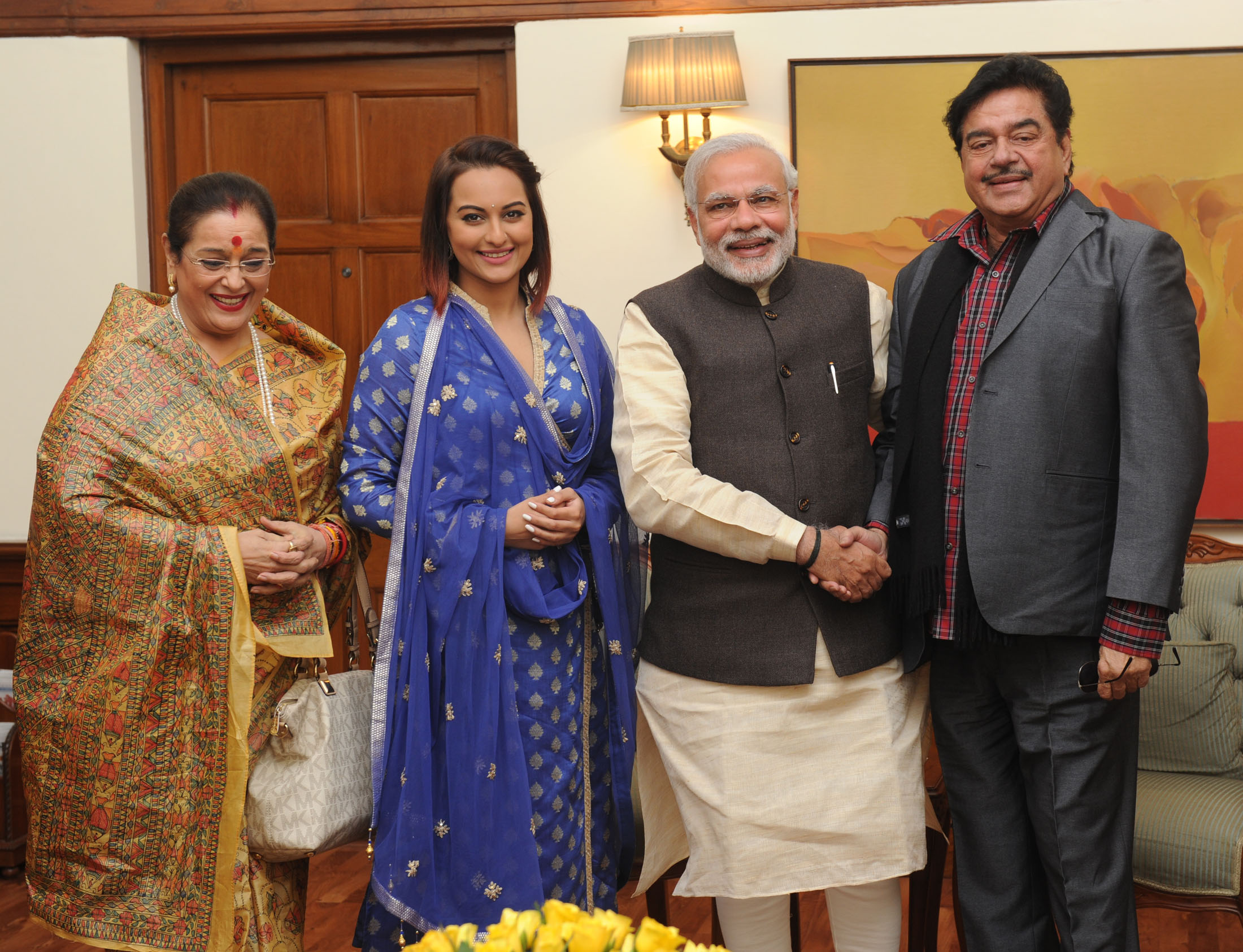
インド首相ナレンドラ・モディを表敬訪問するシャトルガン・シンハー一家（2015年）

シャトルガン・シンハーは1992年の補欠選挙でラージェーシュ・カンナーの対抗馬として擁立されたことをきっかけに政界入りしたが、後年に受けた取材で「友人のカンナーと選挙で争ったことは、人生で最も後悔する出来事だった」と語っている。選挙は2万5000票差でカンナーが当選したが、彼はシンハーが自分の対抗馬として出馬したことにショックを受け、これ以降シンハーとの交際を断ってしまったという。シンハーはカンナーと和解しようと努力したものの、2012年に彼が死去したことで和解は実現できなかった。
2009年インド総選挙ではパトナ・サーヒブ選挙区から出馬して31万6549票を獲得し、シェーカル・スマンを破り初当選を果たした。2014年インド総選挙でも48万5905票を獲得して再選を果たしている。第3次ヴァージペーイー内閣では保健・家族福祉大臣と海運大臣に任命され、初めてインド政府の閣僚に任命されたボリウッド俳優となった。2006年5月にはインド人民党の文化芸術部会長に就任している。2019年インド総選挙に際して候補者リストから外されたことからインド人民党を離党して4月6日にインド国民会議に入党し、2022年3月には全インド草の根会議派に移籍してアサンソル選挙区の補欠選挙に出馬した。投票の結果、シンハーは65万6358票を獲得してインド人民党のアグニミトラ・ポールを破り当選を果たした。2024年インド総選挙では60万5645票を獲得し、インド人民党のS・S・アフルワリアを破り再選を果たしている。

## 私生活
共演者のリーナ・ロイと長年交際関係にあったが、結婚にはいたらなかった。その後、1980年に女優のプーナム・チャンディラーマニと結婚して3子（ソーナークシー・シンハー、ルヴ・シンハー、クシュ・シンハー）をもうけた。

## 受賞歴

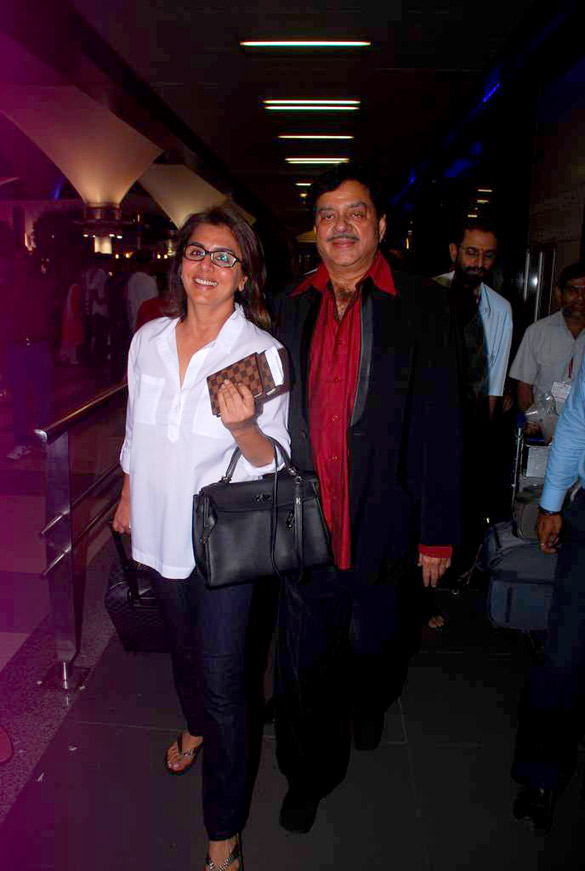
第13回国際インド映画アカデミー賞に出席するシャトルガン・シンハーとニートゥー・シン（2012年）

| 年                                 | 部門                                     | 作品                  | 結果       | 出典   |
| 栄典                               | 栄典                                     | 栄典                  | 栄典       | 栄典   |
| ---------------------------------- | ---------------------------------------- | --------------------- | ---------- | ------ |
| 2007年                             | キショール・クマール賞                   | N/A                   | 受賞       | [ 23 ] |
| フィルムフェア賞                   |                                          |                       |            |        |
| 1972年                             | 助演男優賞                               | 『Paras』             | ノミネート | [ 24 ] |
| 1975年                             | 助演男優賞                               | 『Dost』              | ノミネート | [ 24 ] |
| 1980年                             | 助演男優賞                               | 『Kaala Patthar』     | ノミネート | [ 24 ] |
| 1981年                             | 主演男優賞                               | 『Dostana』           | ノミネート | [ 24 ] |
| 2017年                             | 生涯功労賞                               | N/A                   | 受賞       | [ 25 ] |
| 国際インド映画アカデミー賞         |                                          |                       |            |        |
| 2014年                             | 生涯功労賞                               | N/A                   | 受賞       | [ 26 ] |
| ベンガル映画ジャーナリスト協会賞   |                                          |                       |            |        |
| 1973年                             | ヒンディー語映画部門助演男優賞           | 『Tanhai』            | 受賞       |        |
| ジー・シネ・アワード               |                                          |                       |            |        |
| 2011年                             | 生涯功労賞                               | N/A                   | 受賞       | [ 27 ] |
| スターダスト・アワード             |                                          |                       |            |        |
| 2003年                             | プライド・オブ・フィルムインダストリー賞 | N/A                   | 受賞       | [ 8 ]  |
| 2003年                             | 生涯功労賞                               | N/A                   | 受賞       | [ 8 ]  |
| インド・テレビジョン・アカデミー賞 |                                          |                       |            |        |
| 2011年                             | 名誉スクロール賞                         | 『Ke Bani Crorepati』 | 受賞       | [ 28 ] |